# Reperfuzja
Reperfuzja – przywrócenie przepływu krwi w niedokrwionym narządzie. Reperfuzję można uzyskać w wyniku leczenia zabiegowego, farmakologicznego lub przez przywrócenie czynności mięśnia sercowego.  Może wiązać się z wystąpieniem zespołu poreperfuzyjnego, co skutkuje śmiercią części komórek należących do danej tkanki, zwłaszcza tych uszkodzonych nieodwracalnie. Przykładem reperfuzji może być przywrócenie krążenia wieńcowego w wyniku przeprowadzenia udanej przezskórnej interwencji wieńcowej.